# فرقة البانزر إس إس التاسعة هوهنشتاوفن
فرقة البانزر إس إس التاسعة "هوهنشتاوفن" (بالألمانية: 9. SS-Panzerdivision "Hohenstaufen")‏ SS-Panzerdivision "Hohenstaufen"  فرقة مدرعة تابعة لفافن إس إس الألمانية النازية خلال الحرب العالمية الثانية. شاركت في المعارك على الجبهتين الشرقية والغربية.  تم تنشيط الفرقة في ديسمبر 1942.  كان العديد من رجال الفرقة من المجندين الألمان الشباب، مع كادر من ضباط الصف وأفراد من فرقة لايبشتاندارته أدولف هتلر وغيرها من فرق فافن إس إس.  شاركت هوهنشتاوفن في إنقاذ القوات الألمانية في جيب كامينيتس-بودولسكي، ومعارك النورماندي، وعملية ماركت جاردن، وهجوم الأردين وعملية صحوة الربيع.  استسلمة الفرقة لجيش الولايات المتحدة في 5 مايو 1945، في شتاير. 

## التشكيل والجبهة الشرقية
تشكلت الفرقة مع تشكيلها الشقيق فرقة إس إس العاشرة فروندسبيرج، في فرنسا في فبراير 1943. تم تشكيل الفرقة بشكل رئيسي من مجندي خدمات عمال الرايخ. في الأصل، تم تعيين هوهنشتاوفن كفرقة لبانزرجرينادير، ولكن في أكتوبر 1943 تمت ترقيتها إلى فرقة بانزر حيث ضمت حوالي 19000. كانت تحت قيادة إس إس-أوبر غروبن فوهرر فيلهلم بيترش.  جاء لقب هوهنشتاوفن من أسرة هوهنشتاوفن، وهي عائلة نبيلة جرمانية اخرجت عددًا من الملوك والأباطرة في القرنين الثاني عشر والثالث عشر الميلاديين. 

## المجر والاستسلام
طوال الفترة المتبقية من يناير 1945، تراجعت هوهنشتاوفن إلى الحدود الألمانية. في نهاية الشهر، تم نقل الفرقة إلى منطقة كايفنهايم-ماين ليتم تجديدها. في نهاية فبراير، تم إرسال الفرقة شرقًا إلى المجر كجزء من جيش بانزر إس إس السادس الذي تم إصلاحه تحت قيادة سيب ديتريش.  كان من المفترض أن يشارك التشكيل، إلى جانب غالبية وحدات بانزر إس إس المتاحة، في عملية "صحوة الربيع"، الهجوم بالقرب من بحيرة بالاتون، والذي هدف إلى التخفيف عن القوات التي حاصرها الجيش الأحمر في بودابست. 
بدأ الهجوم في 6 مارس 1945. نظرًا لحالة الطرق، لم يصل التشكيل إلى الموقع عند بدء الهجوم. أدت مجموعة من العوامل والمقاومة السوفيتية القوية إلى توقف الهجوم، وفي 16 مارس هدد الهجوم المضاد السوفيتي بتطويق جيش بانزر إس إس السادس. شاركت هوهنشتاوفن في القتال هربًا من الحصار السوفيتي.  خلال هذه الأعمال، دمرت هوهنشتاوفن 80 دبابة سوفيتية دبابة تي34 ودبابة يوسف ستالن. في 1 مايو، تم نقل التشكيل إلى الغرب إلى منطقة ستير - أمستيتن. في 5 مايو 1945 ، استسلمت هوهنشتاوفن للأمريكيين. 

## القادة
| Name | Took office    | Left office                                   | Party            | Party           |                 |
| ---- | -------------- | --------------------------------------------- | ---------------- | --------------- | --------------- |
| 1    | فيلهلم بيترش   | SS-Obergruppenführer فيلهلم بيترش (1894–1979) | 15 February 1943 | 29 June 1944    | 1 سنة و135 أيام |
| 2    | توماس مولر     | SS-Standartenführer توماس مولر (1902–?)       | 29 June 1944     | 10 July 1944    | 11 أيام         |
| 3    | سيلفستر ستادلر | SS-Brigadeführer سيلفستر ستادلر (1910–1995)   | 10 July 1944     | 31 July 1944    | 21 أيام         |
| 4    | فريدريش بوك    | SS-Oberführer فريدريش بوك (1897–1978)         | 31 July 1944     | 29 August 1944  | 29 أيام         |
| 5    | Walter Harzer  | SS-Oberführer Walter Harzer (1912–1982)       | 29 August 1944   | 10 October 1944 | 42 أيام         |
| (3)  | سيلفستر ستادلر | SS-Brigadeführer سيلفستر ستادلر (1910–1995)   | 10 October 1944  | 5 May 1945      | 207 أيام        |